# Empresa emergente
Los términos empresa emergente, startup, empresa de nueva creación, compañía emergente, compañía de arranque y compañía incipiente se utilizan en el mundo empresarial aplicados a empresas de reciente creación, normalmente fundadas por un emprendedor o varios, sobre una base tecnológica, innovadoras y supuestamente con una elevada capacidad de crecimiento.

## Descripción
Una empresa emergente o startup es una estructura empresarial orientada a conseguir un negocio escalable y repetible con capacidad para crecer muy rápido y, normalmente, esto se consigue apoyándose en la tecnología y en la innovación.
Steve Blank, emprendedor en serie y profesor de Silicon Valley e impulsor de la metodología Lean Startup, pone el foco en la escalabilidad definiendo a una 'start up' de la siguiente forma: "Una start-up es una organización temporal diseñada para buscar un modelo de negocio que sea repetible y escalable. Una empresa es una organización permanente diseñada para ejecutar un modelo de negocio que sea repetible y escalable" 
Paul Graham condiciona la naturaleza de startup a su posible crecimiento rápido, y formula la siguiente condición: "Un startup es una compañía diseñada para crecer rápido". Según este autor, la capacidad de rápido crecimiento exige normalmente apoyarse en la escalabilidad que ofrece el software, pero no lo considera imprescindible. 
Este crecimiento no se mide únicamente por el nivel de ingresos, y pueden utilizarse otras medidas, como el número de altas, el número de usuarios activos mensualmente o el ingreso por usuario. El criterio de alto crecimiento varía de una fuente a otra (véase la referencia).
Las empresas emergentes desarrollan sus productos con menores inversiones y costes y a mayor rapidez que otras empresas, en ciclos de innovación más cortos (lean startup). Su carácter innovador implica también una mayor incertidumbre y un índice más bajo de éxito que las empresas tradicionales.

## Acciones
Las startups suelen comenzar con un fundador único o con un equipo de cofundadores que desarrollan una propuesta para resolver un problema identificado. El proceso inicial incluye la validación del mercado mediante entrevistas centradas en el problema y en la solución, así como la creación de un producto mínimo viable (MVP, por sus siglas en inglés), es decir, un prototipo que permita poner a prueba y ajustar el modelo de negocio. 
La creación de una startup puede prolongarse durante meses o años y requiere un esfuerzo sostenido, especialmente considerando las altas tasas de fracaso y la incertidumbre inherente. Disponer de un plan de negocios permite establecer objetivos, planificar acciones y definir estrategias para los primeros tres a cinco años de actividad.

### Principios de diseño
Los modelos de negocio de las startups suelen estar vinculados a la ciencia del diseño, disciplina que emplea un conjunto coherente de principios normativos y proposiciones para estructurar la base organizativa de la empresa. Uno de los principios más citados es la «pérdida asequible», que implica determinar el nivel de recursos que se está dispuesto a arriesgar en las primeras etapas del emprendimiento.

### Heurísticas y sesgos en la toma de decisiones
La falta de información, la elevada incertidumbre y la necesidad de actuar con rapidez llevan a muchos fundadores a recurrir a heurísticas y a mostrar diversos sesgos cognitivos en la dirección de sus proyectos.
Entre los sesgos más frecuentes se encuentran:
1. Exceso de confianza: sobreestimación de la propia certeza frente a la precisión real.
2. Ilusión del control: creencia exagerada de que las habilidades personales influyen más que el azar en los resultados.
3. Ley de los números pequeños: extracción de conclusiones generales a partir de muestras limitadas.
4. Heurística de disponibilidad: evaluación de probabilidades basada en la facilidad con que se recuerdan ejemplos.
5. Escalada de compromiso: persistencia en proyectos fallidos por inversiones previas.

Para mitigar estos sesgos, las startups aplican principios de acción orientados a generar evidencia temprana y objetiva, reduciendo así el impacto de decisiones basadas en percepciones erróneas.

### Mentoría
Muchos emprendedores recurren a mentores en las fases iniciales de su startup. Estos profesionales transmiten conocimientos, habilidades y experiencias que pueden incrementar la autoeficacia emprendedora. La mentoría también ayuda a preservar activos intangibles como el estatus y la identidad profesional, y a fortalecer habilidades en contextos reales.

## Sus fases
Diversos autores describen las fases por las que pasan los startups, y pueden sintetizarse en las siguientes:

### Según su madurez

#### Gestación de la idea innovadora
En su fase más temprana, la de su inicio, una startup consiste en poco más que una idea innovadora de negocio que tienen una o varias personas (fundador o cofundadores) junto con la decisión de desarrollarla. Es esta decisión, mientras genere una motivación, la que produce la existencia de una startup. 
Esta innovación se materializa de diversas maneras. Según Helen Walters, Larry Keeley, Brian Quinn y Ryan Pikkel hay 10 tipos de innovación que una empresa puede aplicar. En esta fase, los fundadores analizan la viabilidad de la idea, contrastándola con usuarios potenciales, expertos, posibles financiadores, tecnólogos, etcétera.
La decisión de su puesta en marcha se traduce en una dedicación, generalmente gratuita, incluso a menudo mientras desarrollan otra actividad profesional. La dedicación de los fundadores se traduce en un producto viable mínimo susceptible de ser puesto en el mercado y comprobar su aceptación, aunque sea con un número muy limitado de usuarios. Este evento delimita esta fase, pasando la startup a la siguiente. Constituirse como sociedad mercantil es una condición casi indispensable para pasar a la siguiente fase.

#### Descubrimiento
La mayoría de las startups que tienen un producto mínimo viable ponen el producto o servicio en el mercado de una manera gratuita para reducir la barrera de adopción y así lograr los primeros usuarios. En esta fase los comentarios de los usuarios permiten a los fundadores orientar y modificar el servicio para maximizar la propuesta de valor y optimizar la experiencia de usuario.
Cuando los emprendedores se sienten satisfechos con la respuesta frente al producto, lanzan al mercado una versión comercial, hecho que determina su paso a la siguiente fase.
En algunos casos, la versión comercial es también gratuita.

#### Validación
Una vez lanzada la versión comercial los usuarios del servicio lo perciben como un producto finalizado, incluso asumiendo que se podrá mejorar y que así hará la startup. 
Durante esta fase, generalmente se validan los modelos de monetización, de ingresos, de inversiones, de costes y de gastos, para comprobar su escalabilidad. Esta fase se caracteriza por relevantes incrementos relativos en los números de usuarios o clientes. El crecimiento absoluto debe alcanzar niveles importantes en relación con el tamaño del mercado potencial para pasar a la siguiente fase, es decir, debe ser relevante absolutamente y no solo como porcentaje sobre los periodos anteriores. 

#### Crecimiento y penetración
Un significativo crecimiento absoluto normalmente exige una superior capacidad de tesorería, para acomodar tanto sus inversiones, como  gastos y costes anticipados, y la financiación de las actividades de marketing y ventas, junto a los costes laborales de los cada vez más numerosos empleados.
En esta fase, comienzan a ganar relevancia los aspectos financieros (ingresos por usuario o unitarios, el margen bruto de las operaciones, el circulante, y el Ebitda), junto con la optimización de los procesos y de la estructura organizativa, además de los comerciales.

#### Fin del periodo startup
Cuando la compañía alcanza una facturación de unidades o decenas de millones de euros, un ebitda de varios millones de euros (en 2019), o tiene más de 100 empleados, o se ha valorado en centenares de millones de euros, se considera que ya no es una startup.
Una compañía puede dejar de ser una emergente por varias situaciones además de su crecimiento, tales como comenzar a cotizar en bolsa sus acciones y obligaciones, el dejar de existir como entidad independiente como consecuencia de una fusión o una adquisición, o por haberse producido su disolución.
En 2019 se prevé que el 80 por ciento de las startups sobrevivan a su primer año; sin embargo, el 90 por ciento no llegarán a buen fin.

### Según su principal fuente de financiación
La financiación es uno de los factores principales de éxito y uno de los principales riesgos a los que se enfrenta una startup: entrar en una situación de quiebra o insolvencia antes de comprobar si su idea de negocio funciona y es válida. Es el motivo por el que la mayoría llega a su fin, porque no son rentables y no pueden hacer frente a todos los gastos corrientes generados.
Las principales fuentes de financiación de una startup evolucionan en paralelo a su desarrollo, y se podrían clasificar de la siguiente manera:

#### Dedicación de los fundadores (sweat equity)
La fuente inicial de financiación es el tiempo que dedican sus fundadores y quizá pequeñas cantidades de dinero aportadas por ellos mismos o por sus familiares más cercanos.

#### Familia y amigos
En esta fase, las startups continúan su evolución sufragando los gastos con capital aportado por socios no fundadores, normalmente de familiares, amigos o conocidos. Estas aportaciones obligan normalmente a constituirse en sociedad mercantil.
En algunos casos, las incubadoras de empresas hacen aportaciones en forma de capital, infraestructura y asesoramiento o incluso una ubicación para desarrollar la actividad.
Estas startups comienzan a perseguir financiación vía subvenciones y préstamos blandos gubernamentales. 
En esta fase, muchos fundadores comienzan a cobrar pequeñas cantidades.
Cuando la startup recibe capital externo se podría considerar en la fase siguiente.

#### Capital externo inicial (seed capital)
La financiación obtenida de agentes claramente externos y relativamente desconocidos para el emprendedor es la fuente principal en esta fase. Estos agentes externos pueden ser de las siguientes categorías:   
- Business Angels, inversores ángeles o mecenas empresariales, que se dedican a realizar pequeñas inversiones en varias compañías startup , asumiendo que existe una probabilidad de que alguna de ellas escale exponencialmente, generando suficiente retorno para cubrir las pérdidas en las demás, y obtener una rentabilidad adicional. En muchos casos se trata de empresarios de éxito con un ánimo de ayudar a los que empiezan y devolver a la sociedad. En varias ocasiones, además de aportar dinero a una startup, también invierten su tiempo y conocimientos para dar recomendaciones para mejorar su crecimiento empresarial.
- Las aceleradoras de startups son programas de ayuda al desarrollo de estas empresas que suelen incluir financiación, mentoría y contactos. Frecuentemente añaden un espacio físico en el que desarrollar la actividad durante el periodo de aceleración, que es limitado.
- El capital semilla o fondos que invierten pequeñas cantidades en un gran número de empresas, de una manera similar a los inversores ángeles pero de una manera más formal o rigurosa, y parecida a los de capital riesgo.
- El micromecenazgo.
- Las subvenciones y los créditos blandos gubernamentales son una opción en esta fase.
- La aportación en especie: compañías complementarias de la startup (proveedores, habitualmente) ofrecen sus servicios a cambio de una compensación en acciones en lugar de dineraria. Por ejemplo, Media for Equity.[29]

Un caso especial son las compañías generadoras de nuevos negocios (company builders): negocios concebidos dentro de una compañía generadora de nuevos negocios.

#### Capital riesgo (venture capital)
Los fondos de capital riesgo (venture capital) se dedican a financiar startups que consideran potencialmente exitosas. Suelen invertir en un elevado número de ellas aún convencidos de que un alto porcentaje no alcanzarán el éxito. Su ecuación financiera se basa en lograr que alguna despunte, unas cuantas se mantengan con beneficios, aunque no sean grandes, o en equilibrio, y asumen que la mayoría desaparecerán. Cada fondo de Capital Riesgo tiene una política de inversión, que generalmente hace pública, en relación con sus preferencias: las industrias y la fase de las startups en las que invertir, las cantidades máxima y mínima de dinero que dedicaría a cada una, y los criterios subjetivos que emplea en su selección. 
El término "ronda de financiación" se utiliza para denominar las sucesivas ampliaciones de capital. Suelen utilizarse letras sucesivas del abecedario para diferenciarlas, a partir del momento en que superan un cierto importe: Serie A, Serie B, etcétera.

#### Liquidez (exit)
La fase final de la financiación de una startup es llamada exit o salida, en la que los accionistas que financiaron el proyecto, incluyendo a los emprendedores, obtienen liquidez para su inversión. Suele producirse de dos maneras: salida a bolsa o adquisición.

## Sus componentes

### Fundadores y cofundadores
Son los emprendedores que tuvieron la idea original y la decisión de hacerla realidad. Los fundadores son visionarios y se caracterizan por su capacidad de movilizar, motivar y transmitir su visión.

### Empleados
Los empleados de las startups reciben en muchos casos acciones u opciones sobre acciones (stock options) como parte de su retribución, para generar en ellos una mayor motivación, al hacerles partícipes del posible éxito.

### Socios
Todos aquellos accionistas que participaron en la capitalización de la compañía.

### Órgano de administración
El órgano de administración de la startup en sus diferentes fases: administrador único o solidarios en su fase de ideas y de descubrimiento, y en las fases subsiguientes, probablemente con la entrada de capital externo, un consejo de administración, que habitualmente incluye a los socios principales y a los emprendedores, y poco frecuentemente, a consejeros independientes.

### Consejo asesor
Desde sus fases iniciales, las startups suelen tener un conjunto de asesores externos, sin una relación laboral y con limitada responsabilidad legal, que muchas veces son los propios accionistas, aunque no necesariamente, para apoyar a la startup ofreciendo criterio empresarial, conocimientos y contactos.